# Klosterbeuren
Klosterbeuren ist ein Gemeindeteil des Marktes Babenhausen im Landkreis Unterallgäu.

## Lage
Das Pfarrdorf mit 496 Einwohnern liegt ungefähr zweieinhalb Kilometer südlich von Babenhausen an der Mündung des Otterbachs in den Klosterbeurener Bach.

## Geschichte
Die Geschichte des Ortes ist eng mit der Geschichte des Klosters Klosterbeuren verbunden, das im Zuge der Säkularisation im Jahr 1803 aufgelöst wurde.
Im Jahr 1273 wurde die damals „Bourrun“ genannte Ortschaft von Heinrich und Eberhard von Schönegg dem Wurzacher Augustinerinnenkloster gestiftet. Bis zum Ende des 15. Jahrhunderts stieg das Kloster zum Ortsherren auf und gab dem Dorf den heutigen Namen. Durch die Säkularisation kam Klosterbeuren, wie das gesamte Gebiet zwischen Iller und Lech, zu Bayern.
Am 1. Mai 1978 wurde die bis zu diesem Zeitpunkt selbstständige Gemeinde Klosterbeuren im Zuge der Gemeindegebietsreform in den Markt Babenhausen eingegliedert.

## Politik

### Wappen
Das Wappen wurde am 21. Januar 1970 durch Bescheid des Bayerischen Staatsministeriums des Innern genehmigt.
Blasonierung: „Unter silbernem Schildhaupt, darin eine waagerecht liegende rote Hirschstange, in Rot drei (2:1) gestellte silberne Schlägel.“
Um 1273/74 wurde in dem damaligen Ort Beuren ein Frauenkloster errichtet, das für die Geschichte der Gemeinde von großer Wichtigkeit wurde. Gegen Ende des 15. Jahrhunderts erwarb das Kloster auch die Ortsherrschaft über den jetzt Klosterbeuren genannten Ort. Die Gründungsausstattung erhielt der Konvent von den Herren von Schönegg, die ihrerseits diesen Besitz als Lehen der württembergischen Grafenfamilie von Grüningen innegehabt hatten. Da ein eigentliches Klosterwappen nicht nachweisbar ist, wurde zur Dokumentierung der geschichtlichen Entwicklung Klosterbeurens auf die heraldischen Abzeichen der Herren von Schönegg (drei Schlägel) zurückgegriffen, wozu die Hirschstange aus dem Grüningen-Wappen als unterscheidendes Beizeichen tritt. Die Wappenfarben Rot-Silber sind die des Augsburger Hochstiftswappens; dem Hochstift stand seit der Mitte des 14. Jahrhunderts die Territorialherrschaft über Klosterbeuren zu.
Der Entwurf und die Gestaltung des Wappens übernahm der Nördlinger Rudolf Mussgnug.

### Flagge
Die Flagge ist Rot-Weiß gestreift mit aufgelegtem Gemeindewappen.

## Sehenswürdigkeiten
- Kirche St. Ursus (ehemalige Klosterkirche des Klosters Klosterbeuren).
- In die Denkmalliste sind weitere sechs Objekte eingetragen, siehe: Liste der Baudenkmäler in Babenhausen (Schwaben).